# شاملو (سمیرم)
شاملو، روستایی از توابع بخش پادنا علیا شهرستان سمیرم در استان اصفهان ایران است.

## جمعیت
این روستا در دهستان پادنا علیا قرار دارد و بر اساس سرشماری مرکز آمار ایران در سال ۱۳۹۵، جمعیت آن زیر ۶۱ نفر و ۲۰ خانوار بوده‌ است.